# Micromya brevisegmenta
Micromya brevisegmenta är en tvåvingeart som först beskrevs av Mo 1990.  Micromya brevisegmenta ingår i släktet Micromya och familjen gallmyggor. Inga underarter finns listade i Catalogue of Life.